# Sławomir Kiedewicz
Sławomir Kiedewicz (ur. 7 sierpnia 1973 w Toruniu) – polski hokeista,
Jego brat Łukasz (ur. 1977) również został hokeistą.

## Kariera
- Towimor / TKH Toruń (1993-1999)
- SKH Sanok (1999-2000)
- Kölner EC Junghaie (2001-2002)
- Stoczniowiec Gdańsk (2001-2002)
- TKH Toruń (2002-2006)
- Paris Stade Francais (2006-2007)
- EHC Troisdorf (2007-2011)
- EHC Neuwied (2011-2012)

Wychowanek Towimoru Toruń.
Został reprezentantem Polski kadr: do lat 18 (wystąpił na turniejach mistrzostw Europy juniorów w 1991), do lat 20 (wystąpił na turnieju mistrzostw świata juniorów Grupy B w 1992, 1993).

## Sukcesy
Klubowe
- Finał Pucharu Polski: 2004 z TKH Toruń
- Puchar Polski: 2005 z TKH Toruń

Indywidualne
- Regionalliga West 2010/2011
  - Pierwsze miejsce w klasyfikacji strzelców
  - Pierwsze miejsce w klasyfikacji kanadyjskiej